# Luke Harangody
Lucas Cameron Harangody, detto Luke (Decatur, 2 gennaio 1988), è un ex cestista statunitense.

## Carriera nella NBA
Ala grande di appena due metri, ha una struttura fisica potente e un buon senso della posizione che compensano il poco atletismo. Piuttosto efficace dalla media e lunga distanza, è anche un buon rimbalzista.

### Boston Celtics
Trova poco spazio ai Celtics, dove gioca per 8,6 minuti di media a partita. La sua miglior partita la gioca il 7 gennaio 2011 contro i Toronto Raptors, in questa totalizza 17 punti, 11 rimbalzi, 2 stoppate. Viene scambiato il 24 febbraio 2011 per ragioni di salary cap assieme a Semih Erden a Cleveland, presso i Cavaliers.

### Cleveland Cavaliers
Migliora il suo record personale di punti il 3 aprile 2011 contro i New York Knicks di un punto, portandolo a 18. Nel complesso gioca molto di più nella nuova squadra, 19 minuti di media, e segna quasi il triplo di punti in più. Dopo 42 partite giocate nell'arco di due stagioni, con anche un periodo passato a giocare nei Canton Charge nella NBDL, viene tagliato dai Cavaliers nel novembre 2012.

## Palmarès

### Squadra
- Coppa di Russia: 1

UNICS Kazan: 2013-14

### Individuale
- NCAA AP All-America Second Team (2008, 2009)
- NCAA AP All-America Third Team (2010)